# Nancy Kelly
Nancy Kelly (Lowell, 25 de março de 1921 – Bel Air, 2 de janeiro de 1995) foi uma atriz estadunidense. Foi indicada ao Oscar de melhor atriz na edição de 1957 por interpretar Christine Penmark em The Bad Seed, além de ter vencido o Tony Award pela mesma atuação na peça teatral homônima.

## Filmografia
- The Untamed Lady (1926)
- Mismates (1926)
- The Great Gatsby (1926)
- Girl on the Barge (1929)
- Glorifying the American Girl (1929)
- Convention Girl (1935)
- Submarine Patrol (1938)
- Jesse James (1939)
- Tail Spin (1939)
- Frontier Marshal (1939)
- Stanley and Livingstone (1939)
- He Married His Wife (1940)
- Sailor's Lady (1940)
- Private Affairs (1940)
- One Night in the Tropics (1940)
- Scotland Yard (1941)
- A Very Young Lady (1941)
- Parachute Battalion (1941)
- Fly-by-Night (1942)
- To the Shores of Tripoli (1942)
- Friendly Enemies (1942)
- Tornado (1943)
- Women in Bondage (1943)
- Tarzan's Desert Mystery (1943)
- Gambler's Choice (1944)
- Show Business (1944)
- Double Exposure (1944)
- Betrayal from the East (1945)
- Song of the Sarong (1945)
- The Woman Who Came Back (1945)
- Follow That Woman (1945)
- Murder in the Music Hall (1946)
- Crowded Paradise (1956)
- The Bad Seed (1956)
- Murder at the World Series (1975)